# Antonio García Nossa
Antonio García Nossa (Bogotá, Cundinamarca; 16 de abril de 1912-Bogotá, 26 de abril de 1982) aunque existen registros que nació en Villapinzón Cundinamarca, fue un economista, historiador, sociólogo, escritor y político socialista colombiano.

## Biografía
Se graduó en Derecho y Ciencias Sociales en la Universidad del Cauca en Popayán en 1937 con una tesis sobre la «Geografía Económica de Caldas». Aun como estudiante desde 1932 y luego como profesor de la universidad se dedicó a la organización y actividades de los consejos y ligas de indios entre los nasa, misak y otros pueblos indígenas del Cauca, utilizando el teatro experimental como método de autoconciencia para la comprensión de los propios problemas. Se hizo conocido en la ciudad por sus poemas y las polémicas intelectuales con el poeta Guillermo Valencia.
Se desempeñó luego como profesor de la Universidad Libre (Colombia) y de la Universidad Nacional de Colombia, en la cual fundó en 1943 el Instituto de Economía dependiente de la Facultad de Derecho (la primera promoción de economistas egresó en 1948). Realizó con Blanca Ochoa y Edith Jiménez un estudio sobre el resguardo indígena muisca de Tocancipá (publicado en 1946).
En 1943 fundó la Liga de Acción Política y desde 1945 trabajó en el movimiento político de Jorge Eliécer Gaitán. En 1947 tuvo un papel importante en la formulación del Plan Gaitán. Luego del asesinato del caudillo popular el 9 de abril de 1948 y el aplastamiento de la rebelión popular subsiguiente, fue perseguido y en 1950 fue destituido por el gobierno conservador de su cargo como profesor, pero fue acogido por el Instituto Indigenista Interamericano. Contrajo matrimonio con Cecilia Barriga, con la cual tuvo dos hijos, Marcela y Claudio. En 1951 apoyado por algunos de sus alumnos como Armando Suescún, Luis Emiro Valencia, Hugo Caicedo, Jorge Martínez, Rubén Darío Utria, Mauro Torres Agredo y por el exrector de la Universidad Nacional Gerardo Molina Ramírez, fundó el Movimiento Socialista Colombiano, y fue director del periódico El Popular. Tras la caída del gobierno de Laureano Gómez, laboró en el Consejo Nacional de Economía.
En 1960 con el Departamento de Estudios Agrarios de México, realizó una investigación entre las comunidades tejedoras de la Mixteca alta. Luego fue consultor de la FAO en Bolivia y del Instituto Interamericano de Ciencias Agrícolas (ahora Instituto Interamericano de Cooperación para la Agricultura IICA), así como de otros organismos internacionales, y se desempeñó como asesor de política agraria de los gobiernos de Chile, Perú, México, Ecuador y Nicaragua. Su trabajo teórico y práctico sobre las reformas agrarias latinoamericanas lo convirtió en el principal experto internacional sobre el tema.
Volvió a ser nombrado profesor de la Universidad Nacional en 1968, nuevamente destituido en 1973 por su apoyo al movimiento estudiantil y su activa militancia en la Alianza Nacional Popular; fue reintegrado entre 1974 y 1976 en calidad de Vicerrector Académico. Nuevamente fuera de la Universidad Nacional por rechazar el asalto militar a la Facultad de medicina, fue luego nuevamente reintegrado como profesor.
Fue profesor titular, vicerrector académico de la Universidad Nacional de Colombia, profesor invitado de las Universidades Nacional Autónoma de México, Nacional de la Plata y Nacional de Cuyo (Argentina), Central de Chile, Central de Venezuela, Central de Ecuador, Nacionales del Salvador, Nacionales de Bolivia (La Paz, Cochabamba), Nacional de Río Piedras (Puerto Rico), profesor visitante del postgrado en Ciencias Sociales aplicadas a la Escuela Nacional de Antropología de México, del postgrado en Reforma Agraria de la Universidad de los Andes de Venezuela (Mérida), del postgrado en Ciencias Políticas de la Universidad Javeriana (Bogotá), del Instituto de Sociología y Desarrollo del Área Ibérica (Madrid España), del Instituto del Sector Cooperativo de Portugal (Lisboa) y de la Facultad Latinoamericana de Ciencias Sociales FLACSO de México.

## Obra
En buena parte la vida de Antonio García está expresada en su obra académica y literaria; además de multitud de artículos y ensayos, escribió cerca de 40 libros:
- Geografía Económica de Caldas, Contraloría Nacional, 1937 (Banco de la República, 1978).
- Esquema de la Economía Colombiana, Banco Central del Ecuador, Quito, 1938.
- Pasado y presente del indio, Ediciones Centro, Bogotá, 1939.
- Régimen cooperativo y economía latinoamericana, El Colegio de México, 1944.
- Bases de la Economía Contemporánea, Revisoría Fiscal, Bogotá, 1948 (Plaza & Janés, 1984).
- Problemas de la Nación Colombiana, Nuevo Mundo, Bogotá, 1949.
- La rebelión de los pueblos débiles, Cooperativa Colombiana de Editores, Bogotá, 1950.
- Introducción crítica a la legislación indigenista en Colombia, Instituto Indigenista Interamericano, México, 1951.
- Regímenes indígenas de salariado: del salariado señorial al salariado capitalista en la historia de América, Instituto Indigenista Interamericano, México, 1953.
- El cristianismo en la teoría y en la práctica. Fondo de Publicaciones Vicente Azuero, Bogotá, 1954.
- Gaitán y el problema de la revolución colombiana, Cooperativa Colombiana de Editores, Bogotá, 1955.
- Estructura básica del financiamiento del desarrollo Consejo Nacional de Economía, Bogotá, 1956.
- La democracia en la teoría y en la práctica, Editorial Argra, Bogotá, 1957.
- Colombia, Esquema de una República Señorial, Cuadernos Americanos, México, 1959 (Cruz del Sur, Bogotá, 1977).
- Cooperativas y reforma agraria en Bolivia, FAO, Roma, 1961.
- Reforma agraria y economía empresarial en América latina, Editorial Universitaria, Santiago de Chile, 1967.
- Dinámica de las Reformas Agrarias en América Latina, ICIRA, Santiago de Chile, 1967 (Editorial La Oveja Negra, Bogotá, 1972).
- La estructura del atraso en América latina, Pleamar, Buenos Aires, 1968.
- Las cooperativas en las reformas agrarias en América Latina, ISI, Lima, 1969.
- Reforma agraria y dominación social en América latina, Instituto de Estudios Peruanos, Lima, 1970 (SIAP, Buenos Aires, 1973).
- Atraso y Dependencia en América Latina, Librería «El Anteo», Editorial, Buenos Aires, 1972.
- Las cooperativas agrarias en el desarrollo de Chile, ICIRA, Santiago de Chile, 1972.
- Dialéctica de la democracia, Ediciones Cruz del sur, Bogotá, 1972.
- Sociología de la Reforma Agraria en América Latina, Cruz del Sur, Bogotá, 1973.
- Una Vía Socialista para Colombia, Ediciones Cruz del Sur, Bogotá, 1973.
- Dinámica de la población y estructura agraria de América latina, El Colegio de México, 1973.
- Cooperación agraria y estrategias de desarrollo, Siglo XXI, México, 1976.
- Reforma agraria y modernización agrícola en América Central, IICA-PRACA, 1978.
- Planificación Municipal, Universidad Distrital Francisco José de Caldas, Bogotá, 1978.
- El proceso histórico latinoamericano, Editorial Nuestro Tiempo, México, 1979.
- El nuevo problema agrario en América latina, Universidad Autónoma, México, 1980.
- Reforma Agraria y Desarrollo Capitalista, Universidad Autónoma, México, 1980 (Centro de Investigaciones para el Desarrollo, Bogotá, 1986).
- Desarrollo agrario en América latina, Fondo de Cultura Económica, México, 1981.
- Reforma agraria y desarrollo capitalista en América latina, Universidad Autónoma, México, 1981.
- Los Comuneros 1781-1981, Plaza & Janés, Bogotá, 1981.
- Modelos Operacionales de Reforma Agraria y Desarrollo Rural en América Latina, IICA, San José, 1982.
- La crisis de la Universidad, Plaza & Janés, Bogotá, 1985.
- De la rebelión a la organización de los pueblos débiles, Crear Arte, Bogotá, 1995.
- ¿Comunicación para la dependencia o para el desarrollo?, CIESPAL, Quito, 1980.